# ده نغاري (كوه بنج)
ده نغاري (بالفارسية: ده نگاری) هي قرية تقع في إيران في البلدة المركزية. يقدر عدد سكانها بـ 12 نسمة .